# Candocypria
Candocypria is een geslacht van kreeftachtigen uit de klasse van de Ostracoda (mosselkreeftjes).

## Soorten
- Candocypria vicicia Hu & Tao, 2008
- Candocypria violalis Hu & Tao, 2008